# OpenFST
OpenFST — бібліотека для конструювання, комбінування та пошуку виважених кінцевих перетворювачів (англ. weighted finite-state transducers — FSTs).
Кінцеві перетворювачі відіграють ключову роль в розпізнаванні і синтезі мови, машинному перекладі, оптичному розпізнаванні символів. Часто вони використовуються для представлення імовірнісних моделей (наприклад, n-грам моделі).
Ця бібліотека була розроблена в дослідницькій лабораторії «Google» і в Курантовскому інституті. Вона призначена для комплексної, гнучкої, ефективної роботи та добре масштабується для великих завдань. Проект з відкритим вихідним кодом розповсюджується за ліцензією «Apache».